# 吉田治美
吉田 治美（よしだ はるみ、1950年2月1日 - 2003年11月1日）は、山口県を拠点に活動していたローカルタレント・フリーアナウンサーで、元朝日放送・山口放送アナウンサー。愛称は「治美姫」、「治美ちゃん」。

## 略歴
- 山口県岩国市（旧・玖珂郡錦町）出身[1]。山口県立広瀬高等学校を経て関西大学文学部国文科を卒業[1]。学生時代は演劇部に所属していたことがあり一時女優を目指していたことがある[1]。
- 朝日放送を経て、1975年山口放送に入社。まるで声優のように、七色の声と山口方言を自在に操るマルチタレント的なアナウンサーとして人気を博す。
- 1981年（昭和56年）度のNTV系アナウンス賞グランプリを受賞[1]。
- 1994年に独立して下松市に個人事務所「有限会社 吉田総合企画」を設立。その後、山口県のテレビ・ラジオ局でタレントとして活躍。コミュニティ放送局「エフエム周南（しゅうなんFM）」の開局にも携わり、テレビ山口の「吉田治美のちぐまや本舗」の女将（司会）役も好評だったが、体調を崩して休養。
- 2003年11月1日、入院中の徳山中央病院で乳がんのため死去。53歳没。
  - その後、吉田総合企画は夫でジャズピアニストの吉田卓以（よしだ たくのり）が経営を引き継ぎ、アナウンサーのマネージメント・イベント企画・番組制作・広告代理業などの事業を行っている。また、卓以が代表となって以降はジャズライブバー「piano forte」を運営している他、ジャズ関連のイベントも行っている。

## ものまねレパートリー
- 黒柳徹子
- 楠田枝里子
- 美空ひばり
- アグネス・チャン
- 田中真紀子

## 出演

### テレビ
- ふるさとCM大賞（テレビ山口）
- 吉田治美のちぐまや本舗（テレビ山口、2002年 - 2003年）
- テレビ宣言（広島テレビ放送、1995年 - 1997年）
- ザ・トップテン→歌のトップテン（KRYリポーター）

### ラジオ
※いずれも山口放送
- 治美姫ぢゃ（1977年6月26日 - 1981年7月5日）[2]
- 治美のワッショイ!!にちようび（1981年12月6日 - 1993年10月3日）
- 歌のない歌謡曲・・・この番組の中での生CMでは、七色の声をあやつって声優顔負けの演技をしていたことで有名
- 日曜治美ランド（1995年4月 - 2002年3月）
- 宇宙船かたつむり発進!!
- きらめき一番キリンビール
- 吉田治美の今日もハッピー（2000年 - 2003年8月）
- 治美のそれっちゃそれそれ!!
- 土曜の午後はあなたごのみの演歌大行進（松鶴家祐二とのコンビで同局の看板番組となった。当時｢KRYジョイJOYアフタヌーン｣の土曜版とも言われたそうでもある）

### CM
- 丸久
- クレサンベール山田
- ザ・モール周南
- 県民共済
- エノモト電子

## レコード
ふられ音頭
自主製作で、30万円をかけて200枚をプレスしたがあまり売れなかったという。